# Afloramento Bainha

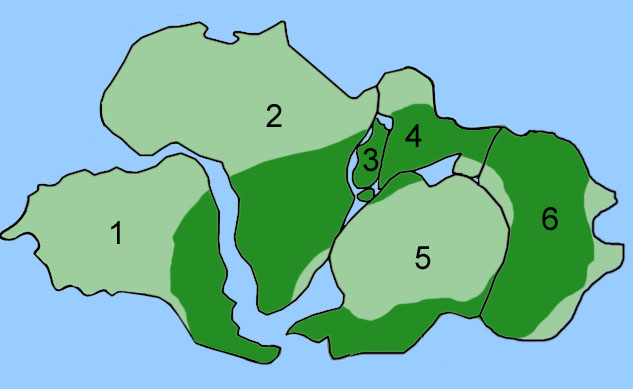
A área de ocorrência da flora Glossopteris, indicada em verde escuro.

O Afloramento Bainha é um afloramento da Formação Rio Bonito, pertencente à Bacia do Paraná, e que está situado na região urbana do município de Criciúma, estado de Santa Catarina. É o sítio paleontológico brasileiro mais importante do maior e mais conhecido gênero da extinta ordem de samambaias com sementes, conhecidas como Glossopteris, um importante fóssil vegetal do antigo continente Gondwana, tendo sido descoberto em 1945 pelo Dr. Aristides Nogueira da Cunha .. Os primeiros estudos feitos neste afloramento foram realizados por E. Dolianiti, autor da denominação Afloramento Bainha 